# Chiesa di San Nicola (Castiglioncello Bandini)
La chiesa di San Nicola è un luogo di culto cattolico di Castiglioncello Bandini, nel comune di Cinigiano, nella provincia di Grosseto.

## Descrizione
Molto rimaneggiata nella struttura, conserva nell'interno l'altare maggiore del XVII secolo, sormontato dal timpano spezzato, che reca nel coronamento un affresco coevo raffigurante Dio Padre, e racchiude una tela pure seicentesca con la Madonna col Bambino dormiente, liberamente tratta da un'invenzione di Guido Reni.
Di raffinata fattura sono il paliotto ligneo dorato intagliato a girali, databile al secolo XVII, e i numerosi reliquiari lignei della chiesa, contraddistinti in parte dallo stemma Bandini Piccolomini.